# Luică (stație de metrou)
Luică este o stație planificată de metrou din București. Se va afla în Sectorul 4, în apropierea intersecției dintre Șoseaua Giurgiului si strada Alexandru Anghel.